# Anolis rupinae
Espèce
Synonymes
- Deiroptyx rupinae (Williams & Webster, 1974)

Anolis rupinae est une espèce de sauriens de la famille des Dactyloidae. 

## Répartition
Cette espèce est endémique du massif de la Hotte à Haïti.

## Description
Les mâles mesurent jusqu'à 56 mm et les femelles jusqu'à 42 mm.

## Étymologie
Le nom spécifique rupinae vient du grec rupina, la falaise, en référence à la distribution de ce saurien.

## Publication originale
- Williams & Webster, 1974 : Anolis rupinae new species, a syntopic sibling of A. monticola Shreve. Breviora, no 429, p. 1-22 (texte intégral).